# Zar e carpentiere
Zar und Zimmermann (in italiano: Zar e carpentiere) è un'opera buffa di Albert Lortzing su libretto proprio, tratta dalla commedia teatrale Der Burgmeister von Saardam oder die beiden Peter di Georg Christian Römer, basata a sua volta sulla pièce francese Le Bourgmastre de Saardam ou Les Deux Pierre di Mélesville.

## Storia

### Composizione
La storia dello zar Pietro il Grande che lavora in incognito come carpentiere in un villaggio olandese per imparare l'arte di costruire navi costituiva un soggetto molto popolare all'inizio del XIX secolo: Lortzing stesso conosceva da tempo la commedia di Römer poiché in gioventù l'aveva interpretata come attore nella parte dell'ambasciatore francese. L'episodio era poi già stato messo in musica da diversi musicisti, tra i quali Andrè Grétry (Pierre le Grand, 1790), Joseph Weigl (Die Jugend Peter des Großen, 1814) e Gaetano Donizetti (Il borgomastro di Saardam, 1827): quest'ultima opera fu messa in scena (in tedesco) anche a Berlino nel 1837, mentre Lortzing stava componendo il suo lavoro.

### Prime esecuzioni e fortuna
Zar e carpentiere fu rappresentata la prima volta allo Stadttheater di Lipsia il 22 dicembre 1837: nel cast figuravano lo stesso Lortzing nella parte di Peter Iwanow e sua madre nella parte della vedova Bowe. L'opera non riscosse dapprincipio un successo convinto; quando però Lortzing la riprese a Berlino qualche anno dopo (Hoftheater, 4 gennaio 1839) l'accoglienza fu entusiastica: da allora si diffuse rapidamente nelle altre città tedesche e europee (Stoccolma, Oslo, Praga, Vienna, Budapest, Anversa e Londra), diventando in breve una delle opere comiche in lingua tedesca più conosciute dell'epoca. Anche nel XX e nel XXI secolo continua ad essere rappresentata con una certa regolarità nei paesi germanici.

## Trama

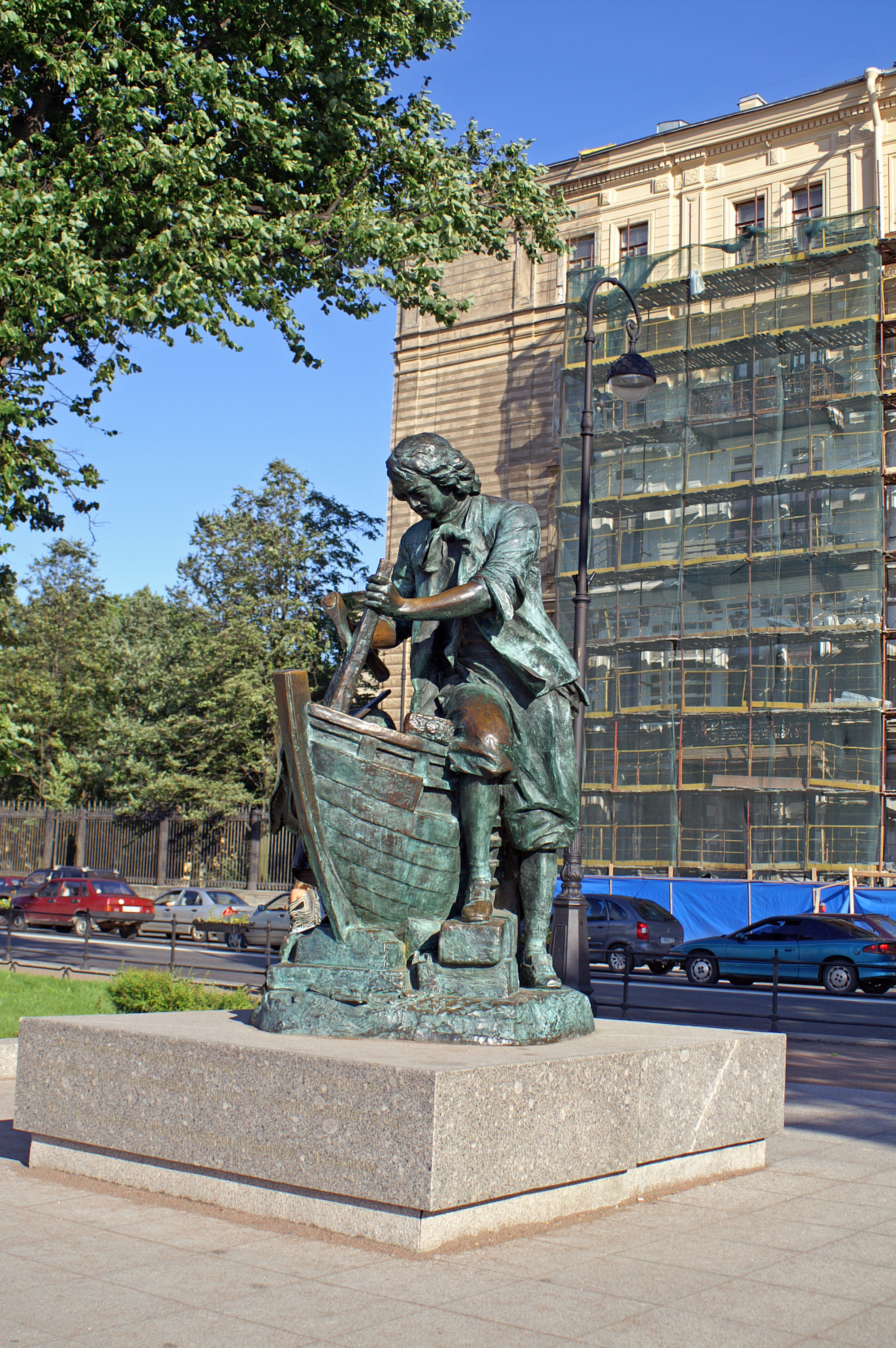
San Pietroburgo: statua di Pietro I carpentiere

L'opera è ambientata nel piccolo borgo olandese di Saardam (oggi Zaandam), dove lo zar Pietro I di Russia, durante la Grande Ambasceria del 1697-1698, lavorò in incognito come carpentiere in un cantiere per apprendere la tecnica della costruzione delle navi.
Atto I. Nel cantiere navale della vedova Bowe lavorano due giovani russi: Peter Iwanow, lì fuggito dopo aver disertato l'esercito dello zar, e Peter Michaelow, che è in realtà lo zar in incognito. I due diventano ben presto amici: Iwanow è innamorato di Marie, nipote del borgomastro, e si scatena in una scenata di gelosia quando apprende che un elegante e misterioso francese ha iniziato a corteggiarla. Michaelow invece ha ben altri problemi: l'ambasciatore russo Lefort infatti gli comunica riservatamente che i suoi nemici, approfittando della sua assenza da Mosca, stanno organizzando una rivolta. Lo zar decide perciò di partire immediatamente, ma viene bloccato dall'arrivo del borgomastro van Bett, che col suo buffo latinorum e con metodi stravaganti compie un'indagine tra tutti i carpentieri poiché gli sono giunte comunicazioni che tra essi si celerebbe un personaggio russo da tenere d'occhio. Se da una parte lo zar teme di essere riconosciuto, dall'altra Iwanow trema al pensiero che il ricercato sia lui, e che lo si voglia punire per la sua diserzione. Alla fine dell'indagine van Bett punta la sua attenzione sul Peter "sbagliato" (ossia Iwanow) e procede a fargli un buffo interrogatorio. Le risposte ambigue di quest'ultimo convincono però van Bett che dietro i panni del carpentiere si cela un personaggio assai importante; lo presenta perciò trionfante a Lord Syndham, ambasciatore inglese sopraggiunto nella cittadina proprio allo scopo di stringere accordi con lo zar di Russia. Nel frattempo riappare il misterioso uomo francese, e di conseguenza si riaccende la gelosia di Iwanow. Egli è in realtà il marchese di Chateauneuf, ambasciatore francese, che individua subito il Peter "giusto": i due si accordano per una trattativa da svolgersi in segreto durante la festa di nozze del figlio della vedova Bowe.
Atto II. Durante la festa per il matrimonio del figlio della vedova Bowe, dopo l'ennesima scenata di gelosia di Iwanow (scatenata questa volta da una romantica canzone cantata dal Marchese alla bella Marie), l'ambasciatore francese e quello inglese cercano di stringere accordi con i rispettivi Peter. Un divertente sestetto vede da una parte della sala il vero zar che sottoscrive un importante trattato con l'ambasciatore francese sotto la supervisione di Lefort, mentre dall'altra parte l'ambasciatore inglese cerca di intavolare una trattativa col falso zar Peter Iwanow sotto il compiaciuto patrocinio di van Bett, il quale tra l'altro, conoscendo la tresca amorosa tra quest'ultimo e la nipote Marie, inizia a sognare per lei un trono da zarina. Di nuovo arrivano notizie allarmanti dalla Russia e il vero zar vorrebbe partire immediatamente, ma è di nuovo bloccato da van Bett a cui è giunto ordine di imprigionare tutti gli stranieri che non forniscono le loro esatte generalità. Il borgomastro inizia perciò di nuovo a fare indagini e, tra lo stupore generale, scopre che in quella modesta locanda sono presenti ben tre ambasciatori di altrettante potenze europee, e per giunta vi sono anche due persone (Iwanow e Michaelow) che dicono addirittura di essere lo zar di Russia. Nella più totale confusione, van Bett decide di arrestarli tutti, tra le inutili proteste del vero zar.
Atto III. Il borgomastro van Bett è sempre più convinto che Peter Iwanow sia il vero zar, decide perciò di comporre una cantata di lode in onore dell'importante ospite, che fa provare al coro della chiesa di Saardam. Nel frattempo il vero zar (dopo aver cantato un malinconico Lied dove rievoca i bei ricordi della sua infanzia) capisce che l'unico modo di partire è rimanere in incognito. Decide perciò di assecondare l'equivoco secondo cui lo zar è Iwanow e chiede a Marie di trattare il suo fidanzato come se fosse davvero l'imperatore russo. Tale circostanza dà origine ad un nuovo duetto degli equivoci tra i due innamorati. Iwanow però è entrato in possesso di un salvacondotto, procuratogli dall'ambasciatore inglese per poter fuggire in tutta tranquillità; pensa perciò di condividerlo con l'amico Michaelow e di darsela a gambe assieme a lui. Lo zar si impossessa del salvacondotto e in segno di ringraziamento dà a Iwanow una lettera, chiedendogli di aspettare un'ora prima di aprirla. I cittadini di Saardam hanno preparato una grande festa in onore del falso zar, con danze e canti. Proprio mentre van Bett e il coro iniziano ad eseguire la cantata in onore dello zar, arriva la notizia che Peter Michaelow sta fuggendo. Si odono colpi di cannone dal porto. Nella confusione Iwanow legge a tutti la lettera che gli ha consegnato l'altro Peter. Da essa si apprende finalmente che il vero zar è Michaelow, che perdona Iwanow e ordina che vengano celebrate le nozze tra lui e Marie. In quel momento appare lo zar Pietro il Grande in abiti regali e in procinto di partire, che tra il giubilo generale saluta il popolo di Saardam ringraziandolo per l'ospitalità.

## Struttura
Zar e carpentiere è dal punto di vista formale un Singspiel, con dialoghi recitati che si alternano ai numeri musicali.

### Schema dell'opera
- Ouverture

Atto I
- N. 1: Introduzione (Peter Iwanow, Zar, Coro) «Greifet an, und rührt die Hände»
- N. 2: Arietta (Marie) «Die Eifersucht ist eine Plage»
- N. 3 Recitativo e Aria (Zar) «Verrhaten! Von euch verrhaten»
- N. 4 Aria (van Bett) «O sancta justitia»
- N. 5 Coro e Ensemble (Peter Iwanow, Zar, van Bett, Coro) «Lasst ruhen die Arbeit»
- N. 6 Duetto (Peter Iwanow, van Bett) «Darf' ich wohl den Worten trauen?»
- N. 7 Finale (Marie, Vedova Browe, Peter Iwanow, Marchese di Chateauneuf, Zar, Coro) «Die Fest beginnt»

Atto II
- N. 8 Introduzione e Coro (Coro) «Hoch lebe die Freude»
- N. 9 Lied con Coro (Marchese di Chateauneuf, Marie, Coro) «Lebe wohl, mein flandrisch Mädchen»
- N. 10 Sestetto (Marchese di Chateauneuf, Peter Iwanow, Zar, Generale Lefort, van Bett, Lord Syndham) «Zum Werk, das wir beginnen»
- N. 11 Lied nuziale con coro (Marie, Coro) «Lieblich röthen sieh die Wangen»
- N. 12 Finale (Marie, Vedova Browe, Marchese di Chateauneuf, Peter Iwanow, Zar, Generale Lefort, van Bett, Lord Syndham) «Schon seit geraumer Zeit»

Atto III
- N. 13 Ensemble (van Bett, Coro) «Der hohen Herrscher würdig zu empfangen»
- N. 14 Lied (Zar) «Sonst spiel ich mit Scepter»
- N. 16 Duetto (Marie, Peter Iwanow) «Darf eine niedre Magd es wagen»
- N. 17 Finale (Marie, Vedova Browe, Marchese di Chateauneuf, Peter Iwanow, Zar, Generale Lefort, van Bett, Coro) «Freunde, hört, das Mittel ist gefunden»